# Waldorfpuppe

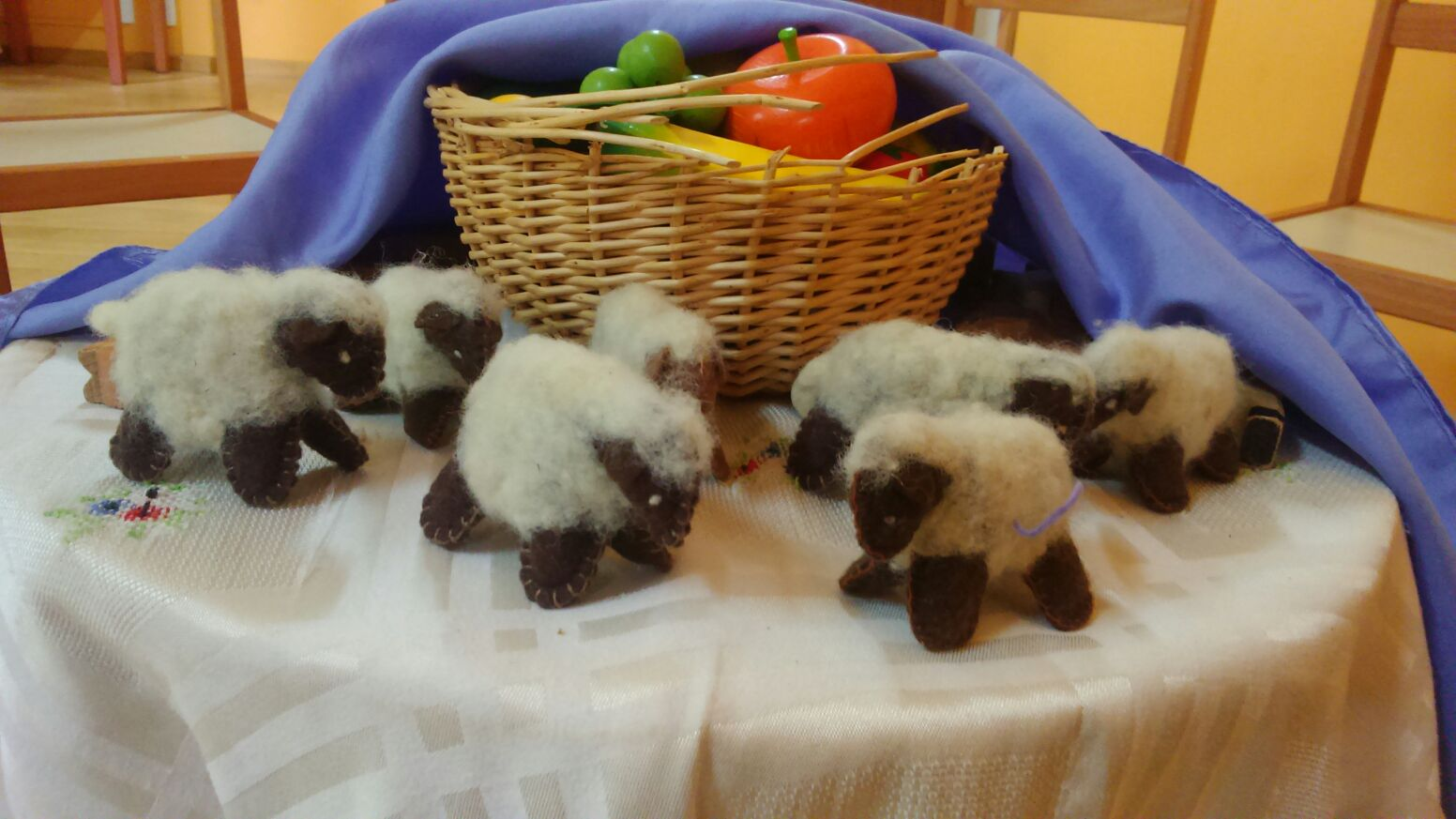

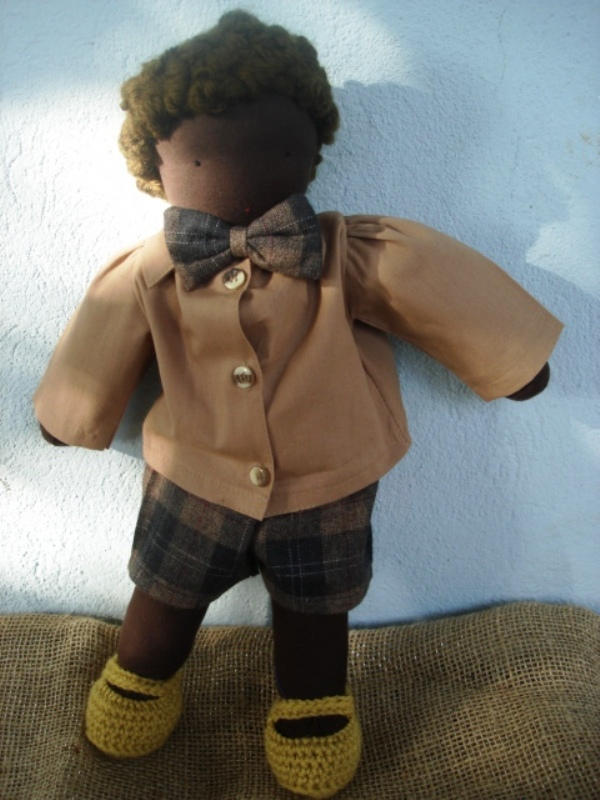

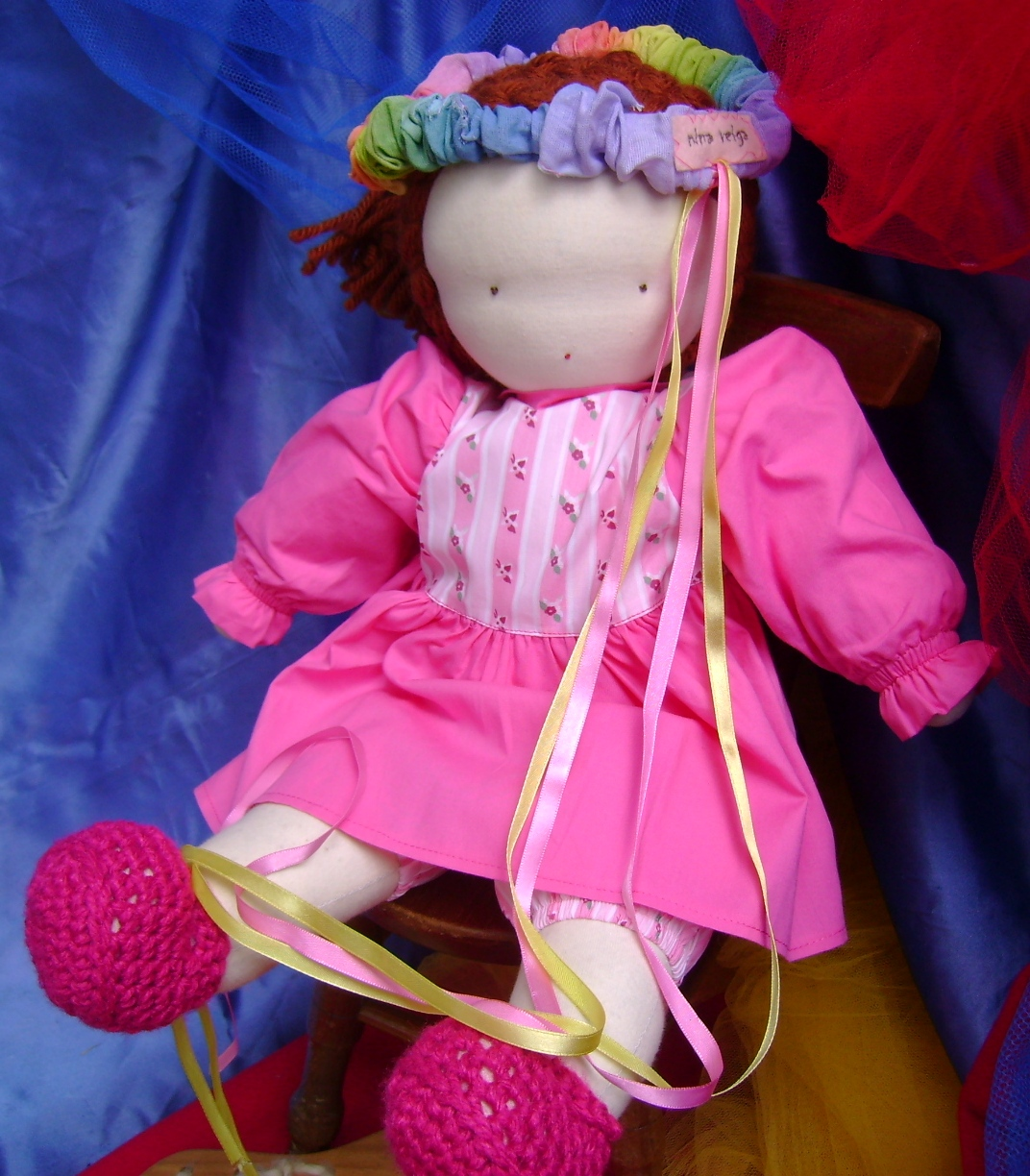

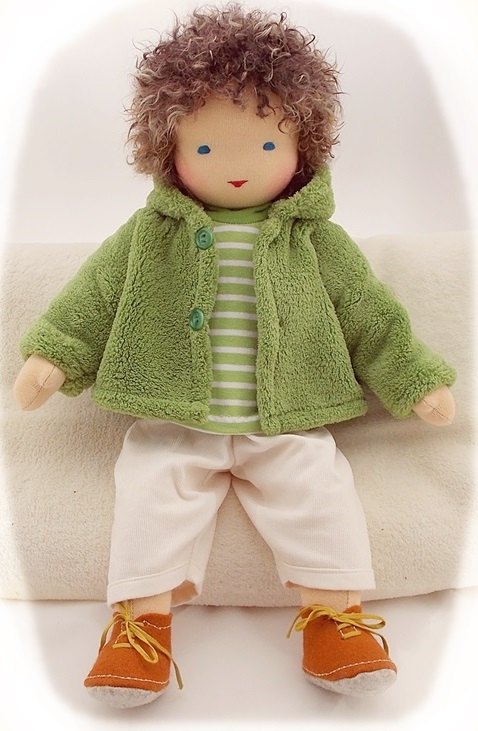
Franzispuppen

Als Waldorfpuppen werden Puppen und puppenähnliche Darstellungen bezeichnet, die in Anlehnung an die Lehren Rudolf Steiners bzw. der Waldorfpädagogik hergestellt und eingesetzt werden. Entsprechend finden sich Waldorfpuppen häufig in Waldorfschulen und -kindergärten, aber auch immer häufiger in konventionellen Einrichtungen. Es gibt mittlerweile viele verschiedene Arten der ursprünglich sehr minimalistischen Waldorfpuppe. Teilweise werden die Gesichter mit Nadel gefilzt. So hat die modernere Waldorfpuppe schon Lippen, eine Nase mit Nasenlöchern oder sogar Ohren. Haare sind meistens aus Mohair oder klassisch aus Wolle.  

## Typen
Das Spektrum an Waldorfpuppen ist groß. Nicht nur die klassische Puppe, sondern viele weitere Figuren werden unter dem Oberbegriff der Waldorfpuppe verstanden. Hier einige Beispiele:
- Erstlingspuppen für Kleinstkinder mit fest angenähtem Schlafsack und Zipfelmütze meistens aus Nickistoff, mit Schafwolle gefüllt
- Schlamperle (der Körper besteht aus einem festen Anzug, eine Art Overall, aus Nickistoff oder Samt, der aber nicht ausgezogen werden kann)
- Puppenbaby in verschiedensten Größen
- Puppenkind in verschiedensten Größen
- Nickipuppen
- Tiere
- Jahreszeitenfiguren
- Phantasiefiguren wie Zwerge, Sterne oder Blumenkindchen
- Figuren aus bekannten Kinderbüchern
- Krippenfiguren

## Abgrenzungen zu konventionellen Puppen

### Material
Bei der Wahl der Materialien für die Puppe wird auf die Verwendung von Naturmaterialien Wert gelegt. Synthetik findet selten Anwendung bzw. lediglich für vereinzelte Teile des Werkes. Gängige Materialien sind:
- chemisch unbehandelte Baum- und Schafwolle
- Holz
- Farben auf rein pflanzlicher Basis
- Wurzeln, Steine und Ähnliches

### Herstellung
Gefüllt sind die Puppen entweder mit weichen Materialien wie Wolle oder mit härteren wie Reis. Durch die Wahl des Füllmaterials wird Festigkeit und Formbarkeit der Puppe bestimmt.

### Optik
Waldorfpuppen sind im Vergleich zu herkömmlichen Puppen weit weniger deutlich ausgebildet. Hände und Füße sind nur als Stümpfe abgebildet. Das Gesicht lässt lediglich Wangen und Nase als Hervorhebungen erkennen. Ohren dagegen werden nur selten dargestellt.
Besonders die Gestaltung des Gesichts ist ein wichtiges Unterscheidungsmerkmal zwischen den Werken der einzelnen Hersteller und wird daher oft in Vergleichen herangezogen. Es kann entweder aufgemalt oder gestickt sein. Dem Malen oder Sticken des Mundes kommt eine große Bedeutung zu. Es wird vermieden, durch die dargestellte Mimik eine bestimmte Gefühlsstimmung zum Ausdruck zu bringen. Dies ist nach Vorstellung der Waldorfpädagogik einzig dem spielenden Kind vorbehalten. Daher zeigt der Mund lediglich die Andeutung eines Lächelns. Diese Abgrenzung ist eine der großen Schwierigkeiten bei der Herstellung von Waldorfpuppen und spiegelt daher die Fertigkeiten des Puppenmachers wider.
Der Kopf einer Waldorfpuppe ist in der Regel mit Haaren oder einer Kopfbedeckung verziert. Die Haare höherwertiger Puppen sind bspw. aus pflanzlich gefärbter Wolle und einzeln in den Kopf der Puppe eingeknüpft. Alternativ dazu werden auch fertige Perücken verwendet, diese bestehen dann in der Regel nicht aus Naturmaterialien, sondern aus synthetischen Stoffen.
Grundsätzlich sind dem Aussehen einer Waldorfpuppe keine Grenzen gesetzt. Jeder Puppenmacher legt in seiner Arbeit den Schwerpunkt auf andere Details seiner Werke.

### Vertrieb
Waldorfpuppen finden sich nur selten in Spielwarenläden. Die Ausnahme bilden hier nur große Puppenhersteller, die bestehende Absatzwege nutzen können.
Der Rest nutzt lokale Verkaufsveranstaltungen (z. B. Handarbeitsmärkte), einschlägige Läden oder mit zunehmendem Erfolg das Internet.

## Pädagogischer Nutzen
Die Verwendung einer Waldorfpuppe hat das Ziel, das spielende Kind in seiner Phantasie anzuregen.
Da die Gestik der Puppe dem Kind keine bestimmte Gefühlsregung aufzwingt, soll das Kind die zu seinem Spiel gehörende Mimik auf die Puppe projizieren.
Diese Leistung des Kindes soll wichtig für seine Entwicklung sein.
Zugleich sollen dem Kind durch die Verwendung verschiedener Naturmaterialien kognitive Erfahrungen vermittelt werden.